# هندالکو
هندالکو (به انگلیسی: Hindalco) شرکت استخراج معدن هندی است، که در زمینه تولید و عرضه آلومینیم و مس فعالیت می‌کند. 
شرکت هندالکو با تولید ۲۰ هزار تن آلومینیم و ۴۰ هزار تن آلومینا در سال به‌عنوان یکی از بزرگترین تولیدکنندگان آلومینیم در جهان شناخته می‌شود.
این شرکت در سال ۲۰۱۱ در فهرست فوربز جهانی ۲۰۰۰ در رتبه ۶۴۳ از بزرگترین شرکت‌های عمومی جهان قرار گرفت. دفتر مرکزی هندالکو در شهر بمبئی، هند قرار دارد و بخشی از سهام آن در بازارهای بورس اوراق بهادار بمبئی و بورس اوراق بهادار ملی هند دادوستد می‌شود.